# Österreichischer Straßenbahner
Österreichischer Straßenbahner war eine österreichische Zeitschrift, die erstmals 1924 und das letzte Mal 1934 erschienen ist. Der Österreichische Straßenbahner erschien zweimal pro Monat. Verleger der Zeitschrift war Forstner. Erscheinungsort war Wien.